# Галерија (архитектура)
Галерија у архитектури је просторија много дужа од ширине која у палатама служи да повеже већи број дворана, а употребљава се и за пријеме и свечаности. Галерија означава и трибину, балкон у позоришту и слично. Покривени простор отворен с једне стране, као што су трем или колонада. Пошто су ове просторије, нарочито од 17. вијека, биле богато украшене сликама, статуама, вазама, тако је назив „галерије” узет и за збирке умјетничких дјела, односно мјеста на ком се она излажу.